# 奴隷を所有していたアメリカ合衆国大統領の一覧
以下は奴隷を所有していたことがあるアメリカ合衆国の大統領の一覧である。アメリカ合衆国は建国の時から奴隷制度が合法であり、北アメリカでは植民地時代初期から行われていた。南北戦争終結直後の1865年、合衆国憲法修正第13条により正式に奴隷制度は廃止された。
歴代のうち12人のアメリカ合衆国大統領が生涯のうちのどこかで奴隷の所有歴があり、そのうち8人が在任中に奴隷を所有していた。初代から第12代までのうち10人が奴隷を所有しており、例外はジョン・アダムズとその息子のジョン・クィンシー・アダムズで、どちらも奴隷制度反対論者であった。ジョージ・ワシントンは在任中も含めて奴隷を所有した最初の大統領である。ザカリー・テイラーは在任中に奴隷を所有していた最後の大統領、ユリシーズ・S・グラントは生涯で奴隷の所有歴がある最後の大統領である。最も多くの奴隷を所有していたのはトーマス・ジェファーソンであり、その数は600人を超えた。
子供時代に南北戦争の終結を迎えたウッドロウ・ウィルソンは奴隷を所有していた家庭に生まれた最後の大統領である。

## 一覧
| 代 | 大統領                         | 所有奴隷数 | 在任中に所有していたか? | 備考 |
| -- | ------------------------------ | ---------- | ----------------------- | --- |
| 1  | ジョージ・ワシントン           | 600+       | Yes (1789-1797)         | ワシントンは大統領就任前、就任中、そして退任後も大量の奴隷を所有していた。ワシントンの死後、その遺言により彼の奴隷は解放され、また妻のマーサ・ワシントンもその1年以内に自身の奴隷を解放した。ジョージ・ワシントンと奴隷制度も参照。 |
| 3  | トーマス・ジェファーソン       | 600+       | Yes (1801-1809)         | ジェファーソンは先立った妻のマーサ・ウェイルズ・スケルトンの異母妹とみられる奴隷女性のサリー・ヘミングスとのあいだに数人の子供をもうけたと多くの歴史家から考えられている。 ジェファーソンは生涯にわたって奴隷を所有していたものの、日頃から奴隷制を批判し、その拡大の阻止を試み、段階的に解放することを提唱した。また大統領時代には奴隷貿易を廃止する法案に署名した。トーマス・ジェファーソンと奴隷制度も参照。                                                         |
| 4  | ジェームズ・マディソン         | 100+       | Yes (1809–1817)         | マディソンは遺言で自身の奴隷を解放しなかった。マディソンの奴隷の1人であるポール・ジェニングスは大統領時代の彼に仕え、後にホワイトハウスでの生活を綴った初の回想録を出版した。 |
| 5  | ジェームズ・モンロー           | 75         | Yes (1817-1825)         | モンローは解放された奴隷を新国家リベリアに送ることを支持し、その首都のモンロビアは彼にちなんで名付けられた。 |
| 7  | アンドリュー・ジャクソン       | 200        | Yes (1829-1837)         | ジャクソンは多くの奴隷を所有していた。ジャクソンの大統領時代、反奴隷制度トラクトに対する彼の反応は論争を呼んだ。大統領選挙運動、ジャクソンは奴隷商人であると批判を受けた。彼は遺言で奴隷を解放しなかった。 |
| 8  | マーティン・ヴァン・ビューレン | 1          | No (1837-1841)          | ヴァン・ビューレンの父エイブラハムは6人の奴隷を所有していた。彼が私的に所有していた唯一の奴隷のトムは1814年に脱走した。トムがマサチューセッツ州で発見されるとヴァン・ビューレンは発見者に売ることに同意したが、条件が折り合わずにトムは自由の身となった。後にヴァン・ビューレンは自由土地党に所属し、西部領域への奴隷制度拡大に反対したが、即時廃止は主張しなかった。                                                                                                   |
| 9  | ウィリアム・ヘンリー・ハリソン | 11         | No (1841)               | ハリソンは数人の奴隷を相続した。ハリソンはインディアナ準州知事時代に議会にインディアナでの奴隷制度を合法化するよう働きかけたが、失敗に終わった。 |
| 10 | ジョン・タイラー               | 29         | Yes (1841-1845)         | タイラーは1人の奴隷も解放することは決してせず、政治的立場にあるあいだは一貫して奴隷所有者の権利と奴隷制度の拡大を支持した。 |
| 11 | ジェームズ・K・ポーク          | 56         | Yes (1845-1849)         | ポークはヴァン・ビューレンとは対照的に奴隷制度に寛容だったこともあって1844年に民主党の大統領候補に指名された。大統領時代のポークは概ね奴隷所有者の権利を支持していた。ポークの遺言では妻サラの死後に奴隷を解放することとなっていたが、奴隷解放宣言と合衆国憲法修正第13条のために1891年の彼女の死よりずっと前に彼の奴隷は解放された。 |
| 12 | ザカリー・テイラー             | 300        | Yes (1849-50)           | テイラーは生涯を通して奴隷を所有していたが、奴隷制度拡大には反対していた。テイラーが任期中に亡くなると、奴隷制度擁護派による毒殺の噂が流れたが、100年以上後に遺体を調べられてもその証拠は出なかった。 |
| 17 | アンドリュー・ジョンソン       | 9          | No (1865-1869)          | ジョンソンは数人の奴隷を所有しており、ジェームズ・K・ポークの奴隷制度政策を支持していた。テネシー州軍政長官のジョンソンはエイブラハム・リンカーンに奴隷解放宣言の対象からテネシー州を除外するように説得した。1863年8月8日にジョンソンは私的に所有していた奴隷をすべて解放した。1864年10月24日、ジョンソンはテネシー州のすべての奴隷を公式に解放した。 |
| 18 | ユリシーズ・S・グラント        | 1          | No (1869-1877)          | グラントは北軍の将軍として活躍するが、妻のジュリアは南北戦争中に父から与えられた4人の奴隷を管理していた。彼女が実際に法的に所有権を持っていたのか、単に一時的に預かっていただけなのかは定かではない 。1863年の奴隷解放宣言により全員が解放された（奴隷解放宣言は彼女が住むミズーリ州には適用されなかったが、彼女はその時に解放を選んだ）。グラントが私的に所有していた奴隷は義父から譲り受けたウィリアム・ジョーンズのみであり、1859年3月29日にグラント自身が解放した。 |